# Schröckingerite
La schröckingerite è un minerale.